# (31744) Shimshock
1999 JN79 (asteroide 31744) é um asteroide da cintura principal. Possui uma excentricidade de 0.08902110 e uma inclinação de 8.60223º.
Este asteroide foi descoberto no dia 13 de maio de 1999 por LINEAR em Socorro.